# Hypancistrus debilittera
Hypancistrus debilittera és una espècie de peix de la família dels loricàrids i de l'ordre dels siluriformes.

## Hàbitat
És un peix d'aigua dolça i de clima tropical.

## Distribució geogràfica
Es troba a l'Amèrica del Sud: a la conca del riu Orinoco, a Veneçuela.